# Фрідріх Август III (король Саксонії)
Фрідріх Август III (нім. Friedrich August III.), повне ім'я Фрідріх Август Йоганн Людвіг Карл Густав Грегор Філіп Саксонський (нім. Friedrich August Johann Ludwig Karl Gustav Gregor Philipp von Sachsen, 25 травня 1865 —  18 лютого 1932) — король Саксонії з династії Веттінів. Правив після свого батька у 1904—1918 роках до Листопадової революції. Генерал-фельдмаршал прусської армії (від 1912 року).
Після зречення йому, єдиному з колишніх володарів, дозволили залишитися на території Німеччини. Надалі вів життя приватної особи.

## Біографія
Фрідріх Август народився 25 травня 1865 року у Дрездені. Він був старшим сином та четвертою дитиною в сім'ї саксонського принца Георга та його дружини Марії Анни Португальської. Мав старшу сестру Матильду. Згодом родина поповнилася ще однією донькою Марією Йозефою та синами Йоганном Георгом, Максиміліаном та Альбертом.
Країною в цей час правив дід Фрідріха Августа — Йоганн. Батько був другим у лінії успадкування престолу, тому старший син розглядався як можливий претендент на трон, що вплинуло на його освіту та кар'єру.
У віці дев'яти років принц відвідував Королівську школу граматики, де викладав, зокрема, відомий фізик Август Теплер. У віці 12 років отримав чин молодшого лейтенанта в саксонському війську. Першим місцем служби юнака став Королівський гренадерський полк №100. До цього часу королем Саксонії став вже його дядько Альберт.
У 1883 році Фрідріх Август відмінно звітував екзаменаційній комісії, очолюваній міністром культури. Після цього навчався у Страсбурзькому та Лейпцизькому університетах, де відвідував курси права, політології та історії. Освіту можливого спадкоємця довершили численні поїздки Саксонією, іншими німецькими державами, Австро-Угорщиною, Британією, Італією, Грецією та Близьким Сходом.
У 1886 році він повернувся на дійсну службу до 7-ї роти гренадерського полку. Швидко роблячи кар'єру, у 1891 році став підполковником та командиром першого батальйону гвардійського полку №108. У тому ж році, у віці 26 років Фрідріх Август одружився із 20-річною тосканською принцесою Луїзою з дому Габсбургів. Весілля відбулося у Відні 21 листопада 1891. На святкування було витрачено 20000 марок. Наречену описували як жваву дівчину із чудовим відчуттям смаку. Живими у подружжя народилося шестеро дітей.

Наступного року отримав чин полковника та очолив увесь 108-й полк. 20 вересня 1894 року став генерал-майором та отримав під своє командування 1-й Королівську Саксонську стрілецьку бригаду № 45. 22 травня 1898 був підвищений до генерал-лейтенанта та прийняв командування над 1-ю Королівською Саксонською стрілецькою дивізією №23.

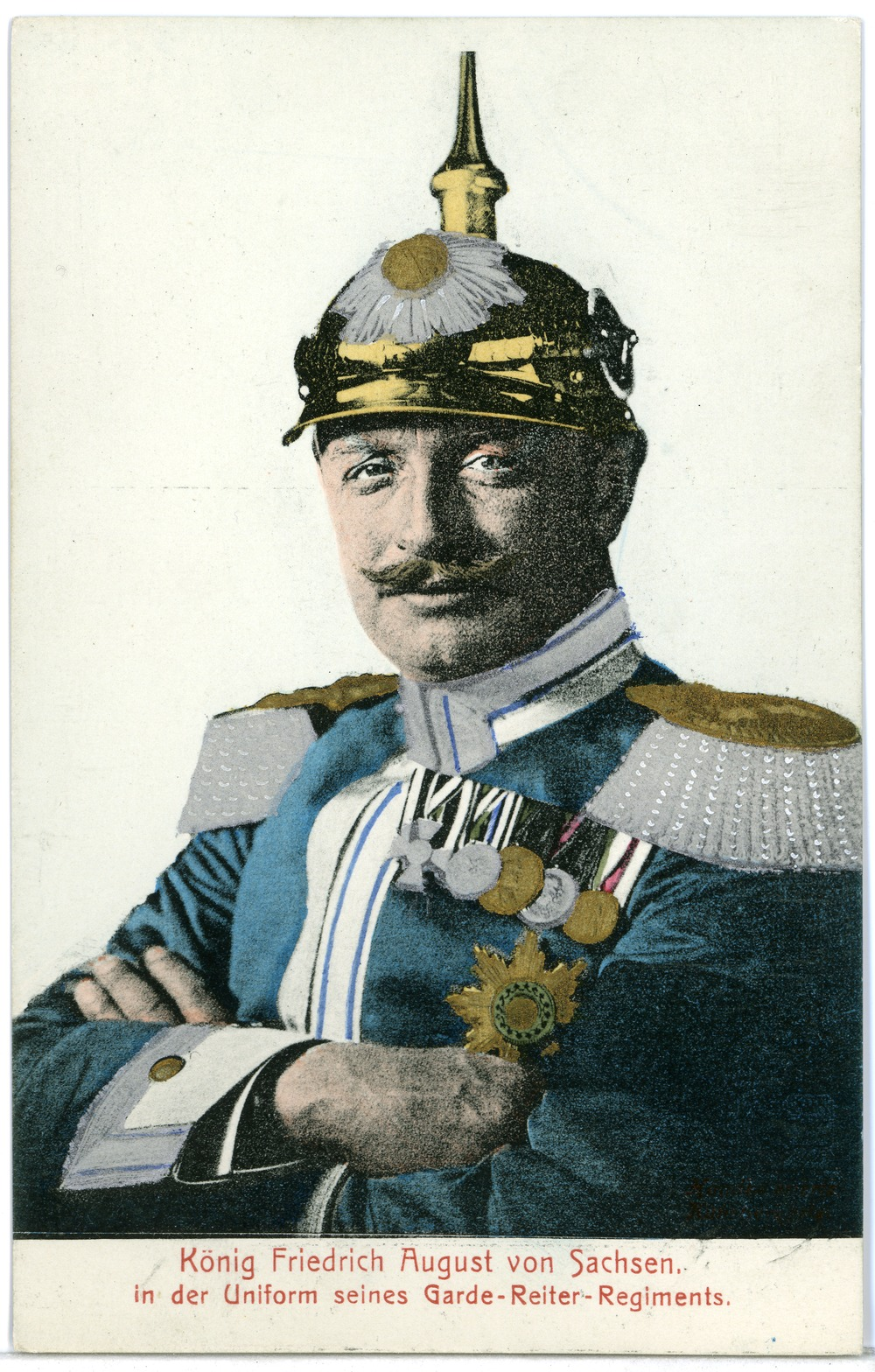
Фрідіх Август у військовій формі на листівці того часу (1907)

У червні 1902 року його батько став королем Саксонії. Фрідріх Август отримав статус кронпринца. Невдовзі він прийняв на себе командування XII армійським корпусом і став генералом піхоти. У грудні місяці дружина кронпринца Луїза залишила королівство. В Саксонії Луїза стала дуже популярною, але із родиною Фрідріха Августа відносини у неї були натягнутими, особливо із його сестрою Матильдою. Будучи вагітною меншою донькою, 9 грудня 1902 вона втекла із Дрездена. Не зважаючи на погрози тестя, короля Георга, повертатися відмовилася. У лютому 1903 року було оформлене її розлучення з кронпринцем. Менша донька залишилася із матір'ю. Фрідріх Август більше не одружувався, вважаючи, що католицька церква не розірвала його союзу з Луїзою.
Король Георг помер у жовтні 1904, і Фрідріх Август успадкував саксонський престол. Новий володар розділяв типову точку зору того часу, що він є батьком всієї країни. Під час свого правління йому вдалося знову здобути прихильність народу, втрачену після попереднього правління Георга, та пожвавити розвиток економіки. Фрідріх Август цікавився мистецтвом, полюбляв полювання і навіть з іншими німецькими королівськими родинами розмовляв на саксонському діалекті. У вересні 1912 року він отримав чин генерал-фельдмаршала. Однак, після початку Першої світової, не взяв на себе командування армією, доручивши це воєнному міністру.

У листопаді 1918 революційні заворушення охопили саксонські міста Лейпціг, Дрезден та Хемніц. Король заборонив стріляти у натовп. 13 листопада у замку Ґутеборн він зрікся престолу, звільнивши перед цим всіх посадових осіб від присяги. Новий уряд ухвалив рішення не висилати колишнього правителя за межі Німеччини, на відміну від інших королівських родин.

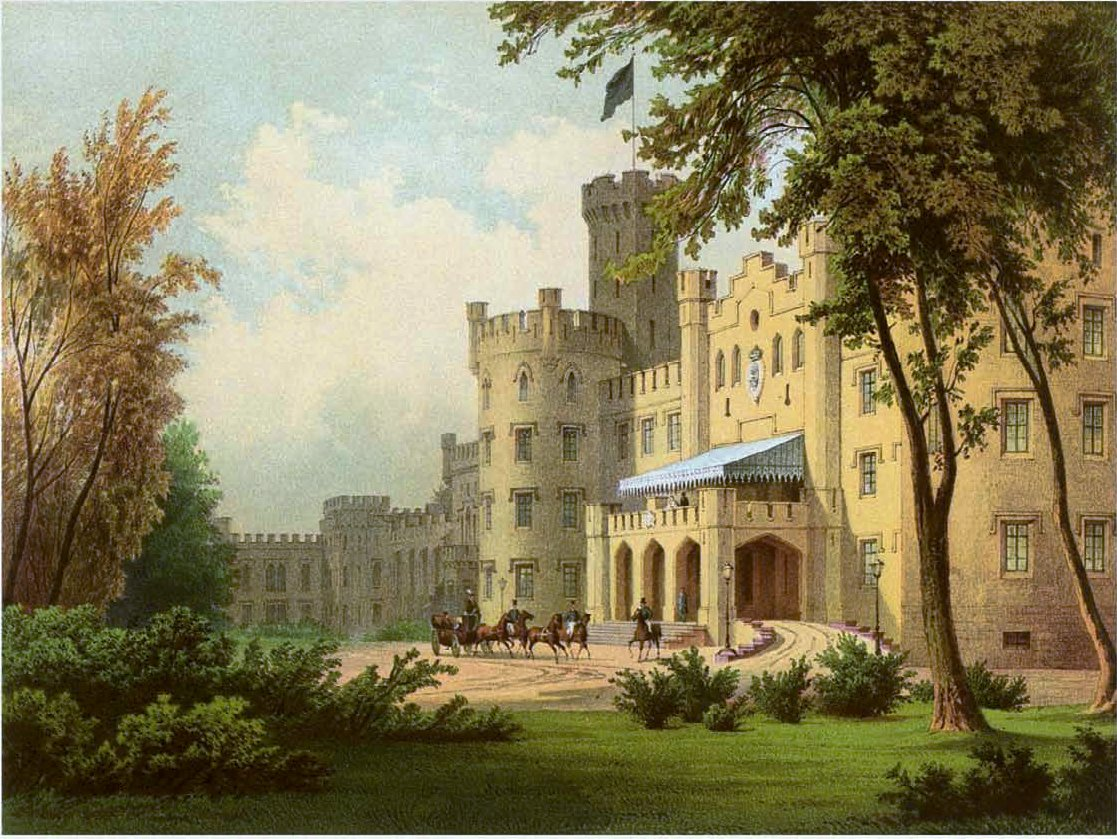
Замок Сибілленорт

Після зречення Фрідріх Август оселився у силезьких володіннях, які перебували у його приватній власності. Резиденцією колишнього короля став замок Сибілленорт. Він вів усамітнене життя в родинному колі, займався полюванням та подорожував. Так, Фрідріх Август відвідав Канарські острови, Бразилію та Цейлон. Разом з тим колишній володар продовжував користуватися неабиякою популярністю, що породило численні анекдоти.
Він помер в останній рік Веймарської республіки, 18 лютого 1932 після інсульту. Його тіло доправили до Дрездена і поховали 23 числа у крипті Веттінів собору Святої Трійці з військовими почестями. Попрощатися з Фрідріхом Августом приїхало близько півмільйона людей з усіх куточків колишньої Саксонії.

## Родина

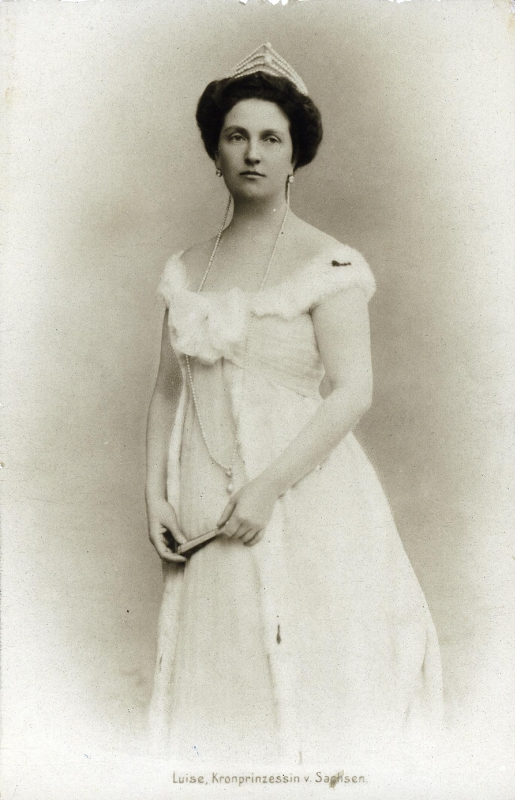
Луїза Тосканська

Дружина — Луїза Тосканська
Діти:
- Георг (1893—1943) — кронпринц Саксонії у 1904—1923 роках, зрікся прав на користь меншого брата та подався у ченці, був зарученим із Марією Амалією Вюртемберзькою, дітей не мав;
- Фрідріх Крістіан (1893—1968) — титулярний король Саксонії у 1932—1968 роках, був одруженим із принцесою Турн-унд-Таксіс Єлизаветою Оленою, мав п'ятеро дітей;
- Ернст Генріх (1896—1971) — був одруженим із люксембурзькою принцесою Софією Кароліною, а після її смерті — з Вірджинією Дюлон, мав трьох синів від першого шлюбу;
- Маргарита Карола (1900—1962) — дружина принца Фрідріха Гогенцоллерна, мала семеро дітей;
- Марія Алікс (1901—1990) — дружина принца Франца Йозефа Гогенцоллерна-Емден, мала четверо дітей;
- Анна (1903—1976) — дружина ерцгерцога Йозефа Франца Австрійського, а після його смерті — Реджинальда Казаняна, мала восьмеро дітей від першого шлюбу.

## Нагороди

### Саксонське королівство
- Орден Рутової корони (1877)
- Орден Альберта (Саксонія), великий хрест
- Орден Заслуг (Саксонія), великий хрест
- Медаль «За вислугу років» (Саксонія) 1-го класу (25 років)
- Військовий орден Святого Генріха, лицарський хрест (21 жовтня 1914)

### Велике герцогство Баденське
- Орден Вірності (Баден) (1884)
- Орден Бертольда I (1884)

### Баварське королівство
- Орден Святого Губерта (1886)
- Військовий орден Максиміліана Йозефа, великий хрест

### Прусське королівство
- Орден Чорного орла з ланцюгом
- Орден Червоного орла, великий хрест
- Залізний хрест 2-го і 1-го класу
- Pour le Mérite  (29 грудня 1916)

### Австро-Угорщина
- Королівський угорський орден Святого Стефана, великий хрест (1886)
- Орден Золотого руна (1889)
- Військовий орден Марії Терезії, великий хрест (1917)

### Російська імперія
- Орден Андрія Первозванного
- Орден Святого Олександра Невського

### Інші країни і династії
- Орден дому Саксен-Ернестіне, великий хрест (1886)
- Орден Білого Сокола, великий хрест (Велике герцогство Саксен-Веймар-Айзенаське; 1886)
- Орден Вюртемберзької корони, великий хрест (1894)
- Орден Королівського дому Чакрі (Сіам; 24 серпня 1897)
- Орден Карлоса III, великий хрест з ланцюгом (Іспанія; 18 березня 1907)
- Орден Серафимів (Швеція; 12 березня 1910)
- Орден «Святі Рівноапостольні Кирило та Мефодій» з ланцюгом (Третє болгарське царство)
- Бальї Великого хреста честі та вірності (Мальтійський орден)